# Csumak (vállalat)
A Csumak (ukránul: Чумак) ukrán–svéd élelmiszeripari vállalat, amelyet 1996-ban alapítottak. Dolgozóinak száma hozzávetőlegesen 850 fő. A vállalat központja a Herszoni területen fekvő Kahovkában található. Jelenleg (2018) Ukrajna egyik jelentős piaci szereplője az élelmiszeripar területének, irodája nyílt Kijevben, Minszkben és Moszkvában is.
Termékei között megtalálható a ketchup, a majonéz, különféle tészták, salátaöntetek, főzési szószok, konzerv zöldségek, pácolt zöldségek, napraforgóolaj, paradicsomszósz.
A Csumak az egyik legjelentősebb paradicsomfeldolgozó cég Közép- és Kelet-Európa területén. Egy 2010-es adat szerint a cég 1200 embernek adott munkát. 
A Csumakot 1996-ban alapították South Food néven; két fiatal svéd vállalkozó, Johan Bodén és unokafivére, Carl Sturén hozták létre. A Tetra Paktól Hans Rausing támogatta a cég fejlődését, a cégben 66,7%-os részesedése van. Később, 2008-ban a svéd East Capital 22,2%-os részesedést szerzett, az ukrán Dragon befektetési bank pedig 44,5 százalékot vásárolt meg.